# Systeembus

Schematische weergave van de functies van een computerbus

De systeembus is een verzameling van bussen die dienen voor de communicatie van de processor met de andere delen van de computer.
De systeembus bestaat uit de volgende onderdelen:
- databus of gegevensbus - Voor communicatie met de verschillende geheugens
- adresbus - Eenrichtingsverkeer van de processor naar het werkgeheugen, deze geeft de plaats waar iets geschreven/opgehaald moet worden.
- controlebus of besturingsbus
- powerbus of voedingsbus, voor de elektrische voeding van de kaarten.